# 5193 Tanakawataru
5193 Tanakawataru este un asteroid din centura principală, descoperit pe 7 martie 1992, de Seiji Ueda și Hiroshi Kaneda.